# Jácint János Rónay

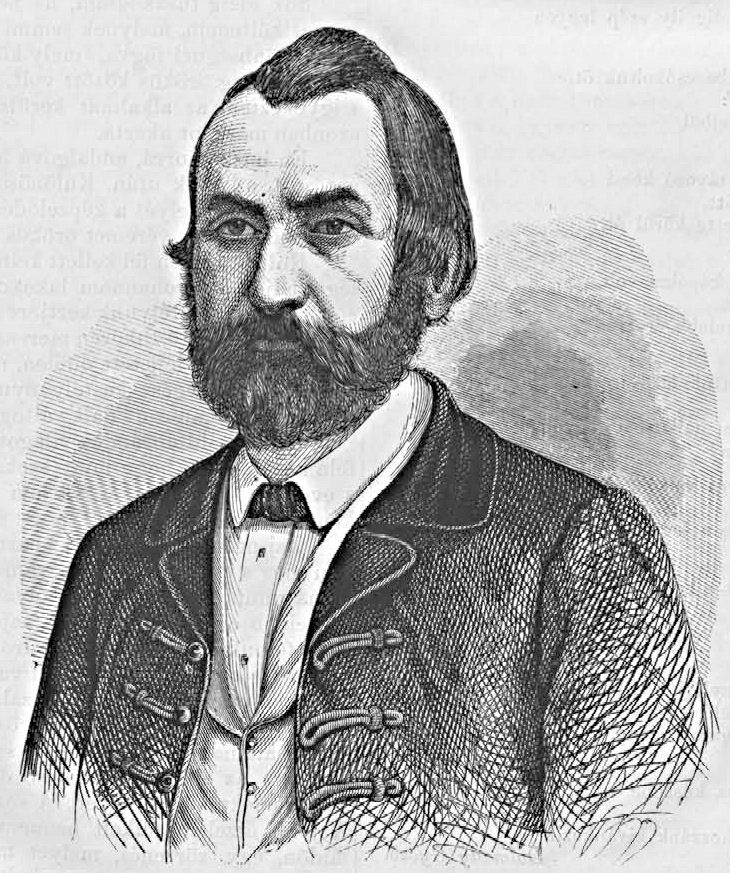
Jácint János Rónay (um 1860)

Jácint János Rónay (geboren Leiczinger; * 13. Mai 1814 in Székesfehérvár, Ungarn; † 17. April 1889 in Pozsony (Bratislava, heute Slowakei)) war ein ungarischer Bischof und Schriftsteller.

## Leben
Jácint János Rónay, der bis 1833 Leiczinger hieß, trat im Jahr 1831 in das Benediktinerstift Pannonhalma ein und erhielt 1839 die Priesterweihe. Ab dem Jahr 1840 unterrichtete er am Ordensgymnasium Győr. An der Universität Pest promovierte er im Jahr 1842 zum Dr. phil. An der Ungarischen Akademie der Wissenschaften war er ab 1847 korrespondierendes und ab 1866 ordentliches Mitglied.
Während der Ungarischen Revolution in den Jahren 1848/1849 diente er als Feldkaplan bei der k.u. Landwehr, flüchtete 1850 nach der Niederlage nach England und nahm seinen Aufenthalt in London. Dort arbeitete er als Privatlehrer, wo er auch unter anderem die Kinder von Kossuth, der zu dieser Zeit ebenfalls im Exil war, unterrichtete, und als Journalist. In englischer Sprache veröffentlichte er u. a. 1865 eine Abhandlung über die afrikanischen Reisen seines Landsmannes László Magyar in den Jahrbüchern der Londoner Royal Geographical Society, außerdem 1866 einen Traktat über ein von einem anderen ungarischen Reisenden, Antal Reguly, geliefertes Thema: The Voguls and a Vogul Legend of the creation of the Earth, in den Jahrbüchern der British Association von Nottingham. Nach dem Umschwung der öffentlichen Angelegenheiten in Österreich kehrte er 1866 nach Ungarn zurück. 1871 wurde er zum Sektionsrat im ungarischen Ministerium für Kultus und Unterricht ernannt. In den Jahren 1871/1872 unterrichtete er Kronprinz Rudolf sowie 1875 bis 1883 die Erzherzogin Marie Valerie in ungarischer Geschichte. Bereits 1871 verließ Rónay den Orden und wurde 1872 Großpropst von Pozsony. Im Jahr 1873 wurde er Titularbischof von Skutari im heutigen Albanien. In den Jahren 1879 bis 1883 war er für die Liberale Partei Reichstagsabgeordneter.
In Preßburg lebte Rónay ständig seit 1883, wo er zahlreiche Zeitungsartikel ebenso wie literarische und naturwissenschaftliche Artikel verfasste. Er war der erste der den Darwinismus in Ungarn propagierte. Er verehrte sehr Joseph II.
Er starb 1889 in Preßburg, wo er am Andreas-Friedhof begraben liegt.

## Werke
- Mutatvány a tapasztalati lélektan köréből (Darlegungen aus dem Bereich der empirischen Psychologie), Győr 1846
- Jellemisme vagy az angol, francia, magyar, német, olasz, orosz, spanyol nemzet nö, férfiú és életkorok jellemzése lélektani szempontból (Charakteristik der Engländer, Franzosen, Ungarn, Deutschen, Italiener, Russen, Spanier, sowohl der Männer wie der Frauen, von psychologischem Gesichtspunkt aus), Győr 1847
- A tűzimádó bölcs. Az ősvilágok emlékeiről (Der Feueranbeter. Über die Denkmäler der Urwelten), Pest 1860
- Fajkeletkezése az embernek (Die Entstehung der Rassen), 1864, 2. Ausg. 1866
- Hatvan év reményei és csalódásai (60 Jahre Hoffnungen und Enttäuschungen), 8 Bände, 1885–87